# Weilmünster
Weilmünster – gmina o przywilejach miasta (niem. Marktflecken) w Niemczech, w kraju związkowym Hesja, w rejencji Gießen, w powiecie Limburg-Weilburg.